# Gustaf livs levande
Gustaf livs levande (engelsk originaltitel Garfield Gets Real) är en amerikansk datoranimerad långfilm baserad på seriefiguren Katten Gustaf från 2007 ursprungligen släppt direkt på DVD, producerad av Paws, Inc. samarbetat med Wonderworld Studios och distribuerad av 20th Century Fox Home Entertainment.

## Handling
Gustaf är uttråkad av att hela tiden göra samma sak i livet i en seriestripp, men en dag får han veta hur man kommer till den verkliga världen och han flyr ur serievärlden tillsammans med Ådi. Han inser sen att han måste tillbaka till serievärlden om han blir ersatt av nya seriefigurerna Hale och Hardy. Under tiden försöker Gustafs vänner i serievärlden att lösa problemet att ta tillbaka honom och Ådi.

## Gästframtädande
- Grimm från Mother Goose and Grimm.
- Dagobert Krikelin från Blondie.

## Röster

### Engelsk version
| Röst              | Rollfigur/rollfigurer                                           |
| ----------------- | --------------------------------------------------------------- |
| Jennifer Darling  | Bonita, Bobby, Rusty, Mother                                    |
| Pat Fraley        | Sid, Deliverly Gnome                                            |
| Jason Marsden     | Nermal                                                          |
| Neil Ross         | Wally, Charles                                                  |
| Frank Welker      | Katten Gustaf, Hardy, Keith, Prop Boy, Two Headed Guy, Goth Boy |
| Audrey Wasilewski | Arlene, Zelda, Betty, Ashley                                    |
| Wally Wingert     | Jon Arbuckle , Mike                                             |
| Gregg Berger      | Ådi, Shecky, Hale                                               |
| Stephen Stanton   | Randy Rabbit, Father                                            |
| Greg Eagles       | Eli                                                             |
| Fred Tatasciore   | Billy Bear, Waldo, Eric                                         |

### Svensk version
| Röst             | Rollfigur/rollfigurer |
| ---------------- | --------------------- |
| Roger Storm      | Katten Gustaf         |
| Johan Svensson   | Jon                   |
| Åsa Bergfalk     | Arlene                |
| Anders Öjebo     | Eli, Charles          |
| Niclas Ekholm    | Schecky               |
| Peter Kjellström | Wally                 |
| Daniel Bergfalk  | Billy                 |

Samt:
- Cecillia Lund
- Gunilla Orvelius
- Linus Lindman